# Veteran
Veteran je naziv za prekaljenog i iskusnog vojnika. Pojam potječe iz latinskog jezika vetus što znači prevedeno "stari".
U starom Rimu veteran bio je legionar, koji je u rimskoj vojsci služio 16 godina.
I u današnjosti bivši ratni sudionici se također nazivaju ratnim veteranima.
U prenesenom smislu veteranom se isto tako naziva netko tko ima nekoliko godina iskustva na određenom području.
Hrvatski branitelji ili braniteljske udruge se često nazivaju veterani domovinskoga rata.